# Palimpseste hiéroglyphique d'Abydos
Le palimpseste hiéroglyphique d'Abydos est un palimpseste de hiéroglyphes égyptiens situés dans le temple funéraire de Séthi Ier (vers 1213 av. J.-C.) à Abydos, un site archéologique du centre du pays. Il s'agit d'un cas de palimpseste (superposition) des cartouches de Séthi Ier et de son fils Ramsès II, que certains auteurs et partisans de l'ufologie, notamment de la théorie des anciens astronautes, interprètent comme étant des OOPArts, certains symboles au-dessus des neuf courtes barres verticales ressemblant par paréidolie à un hélicoptère, à un char d'assaut ou encore à des aéronefs.

## Description et élucidation
L'inscription se divise en deux parties. 
La partie gauche constitue une titulature royale (l'ensemble des noms officiels par lesquels on désigne le pharaon dans les textes juridiques et les dédicaces), composée de cinq grands noms, chacun formé d'un titre suivi d'un nom. Dans cette titulature, qui se lit de droite à gauche, le nom de Nesout-bity représenté par un roseau et une abeille, complétés par les deux pains en demi-lune, est le nom de couronnement du roi. La corbeille, les deux traits longs et les deux traits courts veulent dire « Maître des deux terres ». Le groupe suivant est un cartouche royal où se superposent des signes d'époques différentes, formant ce qu'on appelle un palimpseste. Le cartouche originel est le nom de Nesout-bity Menmaâtrê (« La justice de Rê demeure ») de Séthi Ier, le cartouche ultérieur celui de Sétepenrê (« l'élu de Rê »).
Si l'on regarde la partie droite du palimpseste, on relève également des traces de superposition. Un prétendu « hélicoptère » serait la superposition d'un bras et d'un œil, le « char d'assaut » serait le signe de la main et l'aéronef le signe du bras remplacé par le signe de la bouche.
L'image de l'hélicoptère est le résultat de la réutilisation de la pierre sculptée au fil du temps. La gravure initiale a été réalisée sous le règne de Séthi Ier et se traduit par « Celui qui repousse les neuf [ennemis de l'Égypte] ». Elle a ensuite été remplie de plâtre et sculptée à nouveau sous le règne de Ramsès II, avec l'inscription « Celui qui protège l'Égypte et renverse les pays étrangers ». Avec le temps, le plâtre s'est érodé, laissant les deux inscriptions partiellement visibles et créant un effet de palimpseste de hiéroglyphes superposés.

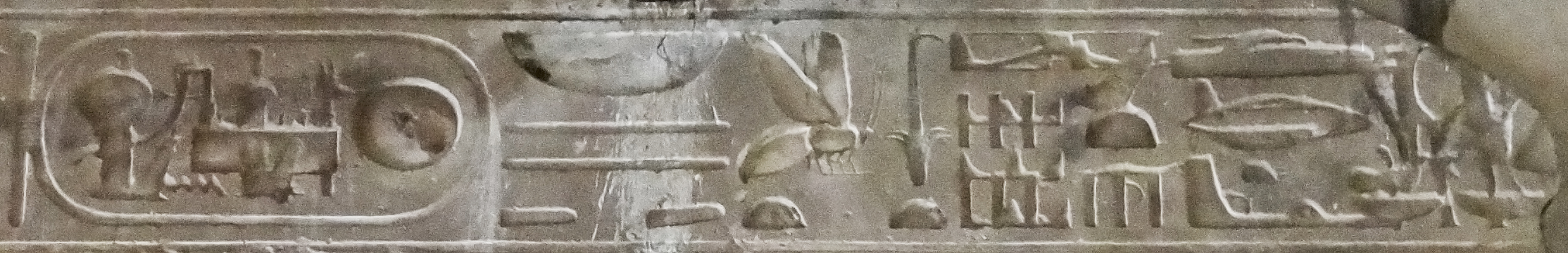
Vue du palimpseste hiéroglyphique d'Abydos.

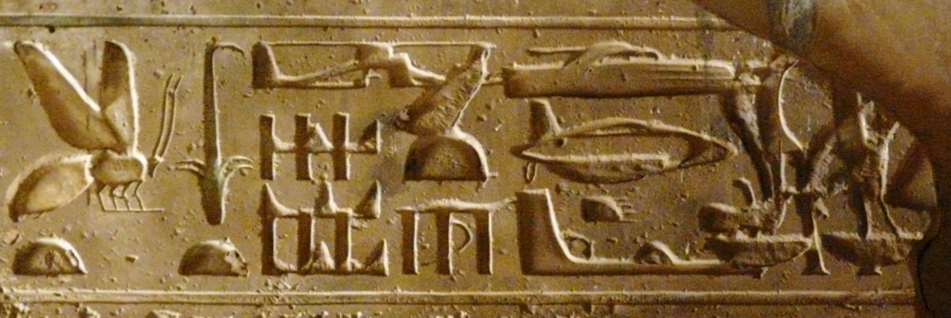
Vue rapprochée de la partie de droite du palimpseste hiéroglyphique d'Abydos.